# Dúzs
Dúzs es un pueblo ubicado en el distrito de Tamási, en el condado de Tolna, Hungría.

## Superficie
Posee una superficie de 11,27 kilómetros cuadrados.

## Demografía
Hasta 2019 la población era de 231 habitantes, con una densidad de población de 20,50 habitantes por kilómetro cuadrado.